# Helsingborgs SOK
Helsingborgs skid- och orienteringsklubb är en idrottsförening i Helsingborg. Föreningen bildades den 6 januari 1969 och inriktar sig huvudsakligen på orientering och längdskidåkning. Klubben bedriver både tränings- och tävlingsverksamhet och har dessutom en aktiv ungdomsverksamhet, som åren 2004 och 2005 vann Skånes Ungdomscup. Bland de idrotter som klubben regelbundet tränar ingår löpning, orientering, rullskidor och längdskidåkning. Träningarna utgår oftast från föreningens klubbstuga vid Pålsjö slott.
Föreningen arrangerar bland annat Naturpasset, med inriktning på att få helsingborgarna att prova på orientering, samt tävlingen Tre skåningar och en dansk, som är ett samarbete med Helsingörs SOK.